# Aeroport Internacional de Gafsa
L'Aeroport Internacional de Gafsa o Aeroport Internacional de Gafsa-Ksar és un Aeroport de Tunísia a la governació de Gafsa, a la delegació de El Ksar (situada al sud de Gafsa, i l'aeroport és al nord-est de El Ksar) a uns 5 km de la ciutat de Gafsa. El seu codi internacional és GAF.
El 2006 va atendre a 360 avions i uns 10.000 passatgers. Es troba a una altura de 323 metres sobre el nivell del mar. Està destinat a atendre les zones de l'interior del país amb un turisme petit en nombre però de qualitat. És el darrer aeroport internacional construït a Tunísia (va entrar en funcionament el 1999) i té tanmateix ús militar. passatgers. Hi operem les companyies Tuninter i Tunisair.